# 新猶太會堂 (日利納)

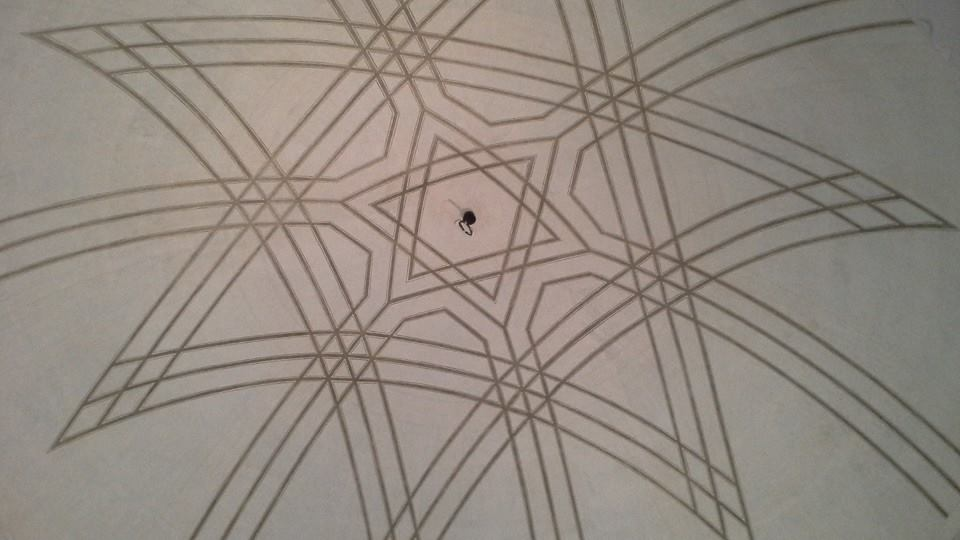
新猶太會堂圓頂上的裝飾

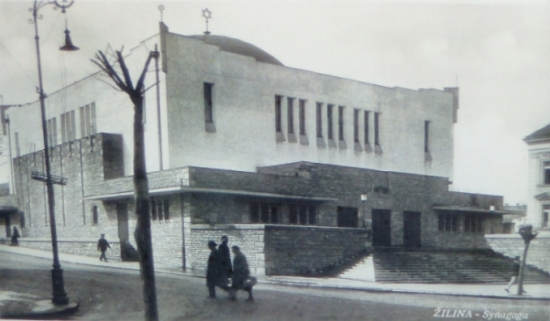
竣工後不久的新猶太會堂

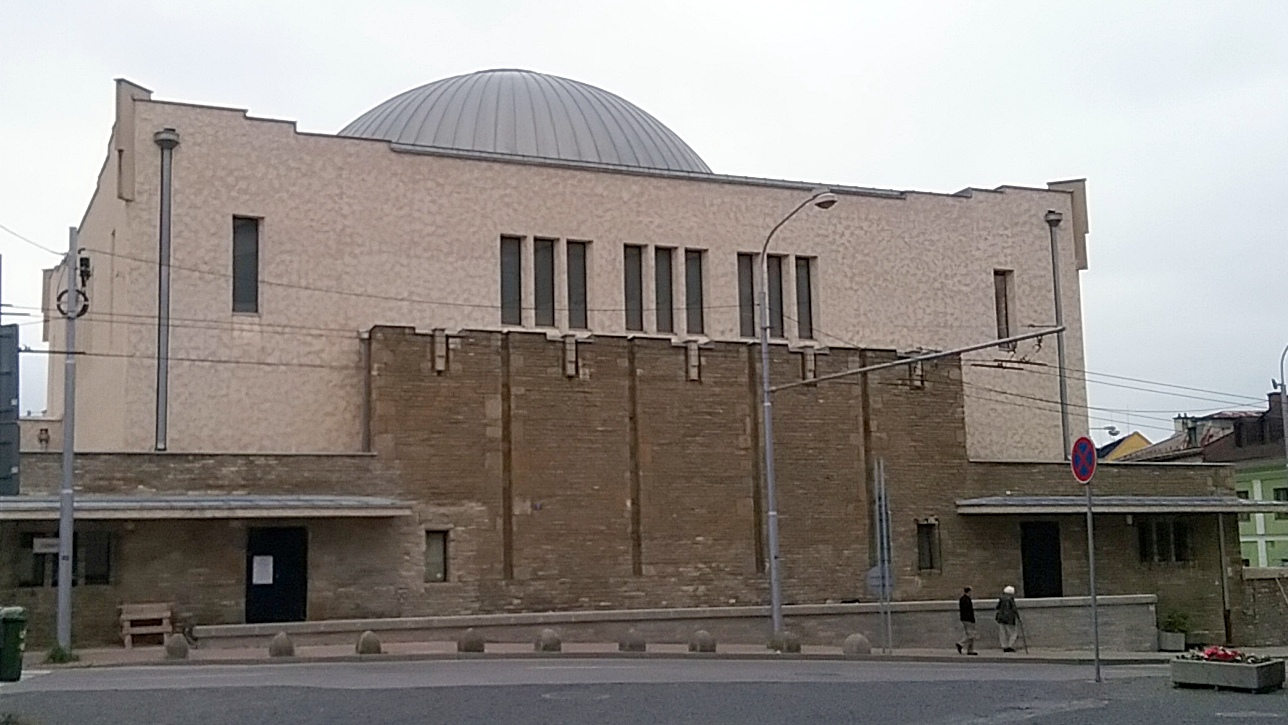
修復之後的新猶太會堂東立面

新猶太會堂是斯洛伐克城市日利納的一座建築，修建於1928年至1931年之間，設計者是德國現代主義建築家彼得·貝倫斯。由於這座建築是新猶太主義（猶太教改革派）的集會場所，因此有時又被成為新猶太教會堂。在新猶太會堂竣工後的第八年，第二次世界大戰爆發，導致斯洛伐克的猶太人人口幾乎消失。這座猶太會堂又有「斯洛伐克最後一座猶太會堂」之稱。第二次世界大戰之後，這座建築不再作為猶太會堂使用。2011年至17年，新猶太會堂得到修復，並改為一座藝術中心。

## 歷史
日利納曾長期拒絕猶太人居住。19世紀中期時，日利納僅有兩戶猶太人居住。1860年時，當地修建了一座猶太會堂。該建築後在1880年被一座新的猶太會堂取代。日利納的猶太人社區持續擴大，在1930年代初期達到約3,000人。1920年代時，當地的猶太教改革派社區舉辦了猶太會堂設計方案公開競標，吸引包括利普·鮑姆霍恩和約瑟夫·霍夫曼在內的建築家競標，最後由彼得·貝倫斯得標。這座猶太會堂修建於1928年至1931年。1934年，貝倫斯加入了納粹黨，之後參與了希特勒重新設計柏林的計劃。
第二次世界大戰後，僅有600名猶太人回到日利納。這座建築被當地政府作為文化設施使用，曾作為日利纳大学的禮堂和電影院使用。
2012年開始，新猶太會堂持續得到修復，以改為美術館和文化中心使用。2014年開始，新猶太會堂的修復工作由非政府組織（NGO）Truc sphérique主導，日利納本地的猶太人社區支援。修復內容包括恢復內部的牆面及裝飾，並且修復建築外牆。新猶太會堂在2016年8月重新開放，並在2017年7月完成修復。

## 設計
這座猶太會堂可以容納450名男性在祈禱廳、350名女性在走廊部分祈禱。大廳設有高而窄的窗戶。大廳上方的圓頂直徑16米，高17.6米。訪客可從街道經平坦台階直接進入正面入口。猶太會堂保存了其圓頂結構，但上層部分的女性用走廊被拆除。修復工程恢復了眾多建築最初的裝飾和設計特徵。